# 주앙 슈미트
주앙 펠리피 슈미트 우르바누(포르투갈어: João Felipe Schmidt Urbano, 1993년 5월 19일 ~ )는 브라질의 축구 선수로 포지션은 수비형 미드필더다. 현재 일본 J1리그의 가와사키 프론탈레에서 활동하고 있다.